# Robin Sowden-Taylor
Robin Sowden-Taylor (* 9. Juni 1982 in Cardiff) ist ein ehemaliger walisischer Rugby-Union-Spieler, der auf der Position des Flügelstürmers zum Einsatz. Er spielt für die Cardiff Blues, Newport Gwent Dragons und die walisische Nationalmannschaft.

## Biografie
Sowden-Taylor begann seine Profikarriere 2001 beim Cardiff RFC und wurde 2003 mit der Gründung von regionalen Mannschaften in die Reihen der Cardiff Blues übernommen. Ab der Saison 2005/06 war er Kapitän der Mannschaft, da sich der eigentliche Mannschaftsführer Rhys Williams verletzt hatte. Am 12. Februar 2005 gab er sein Debüt für die Nationalmannschaft gegen Italien bei den Six Nations 2005, die Wales mit einem Grand Slam für sich entschied. Die folgende Saison war er durch eine folgenschwere Knöchelverletzung stark eingeschränkt.
2006 nahm Sowden-Taylor nahm an den Commonwealth Games im Siebener-Rugby-Turnier teil, in dem die walisische Auswahl den fünften Platz belegte. In der Saison 2007/08 verletzte er sich erneut schwer, diesmal an der Schulter, und fiel für einige Monate aus. Er kehrte im November 2008 zurück konnte im folgenden Jahr mit den Blues den Gewinn des Anglo-Welsh Cup feiern. Sein letztes Länderspiel bestritt er am 6. Juni 2009 gegen die USA. Im Juli 2010 wechselte er zu den Newport Gwent Dragons, beendete dann aber im Januar 2011 seine Karriere im Alter von 28 Jahren. Seither ist er bei den Cardiff Blues als Konditionstrainer tätig; ebenso besitzt und führt er ein Fitnessstudio in Cardiff.